# Nikola Lovrinović
Nikola Lovrinović (Travnik, 16. rujna 1960.), hrvatski političar, povjesničar i kulturni djelatnik iz Bosne i Hercegovine.

## Životopis
Godine 1984. je završio studij povijesti na Filozofskom fakultetu Sveučilišta u Sarajevu. Do 1994. bio je kustos i ravnatelj Zavičajnog muzeja u Travniku. Tijekom 1990-ih bio je glavni urednik mjesečnika Hrvatska misao koji je djelovao pri HKC Nova Bila. Objavio je više radova o povijesti Travnika i okolice.
Obnašao je više političkih i društvenih funkcija te je bio zastupnik na više razina vlasti. Od 1996. do 1998. u općinskom poglavarstvu Travnik sa sjedištem u Novoj Biloj radio je kao predstojnik ureda za opću upravu i društvene djelatnosti. Tijekom 2000-ih bio je ministar obrazovanja u Županiji Središnja Bosna nakon čega je na dužnosti ravnatelja Centra za socijalni rad u Travniku bio do 2012. godine. Član je HDZ-a BiH.

## Djela
(popis nepotpun)
- Nova Bila - Sunce Lašve, 1996.[4]
- Srednjovjekovna župa  Lašva: povijesne crtice, 2007.[5]
- Zločin bez kazne : Bikoši 8. lipnja 1993, 2019. (suautor Željko Raguž)[6]

### Članci
- Nalaz kamenih sarkofaga kod Nove Bile – Travnik, Zbornik Zavičajnog muzeja Travnik, br. 4, 1991., str. 89–95
- Jedan slučajan nalaz srednjevjekovnog novca, Zbornik Zavičajnog muzeja Travnik, br. 4,  991., str. 133–138
- Toponimi o povijesti župe Guča Gora (Povijest župe Guča Gora na prvi pogled), Stopedeseta obljetnica samostana u Gučoj Gori (zbornik radova), 2009., str. 181-206